# Jérôme Duquesnoy l'Ancien

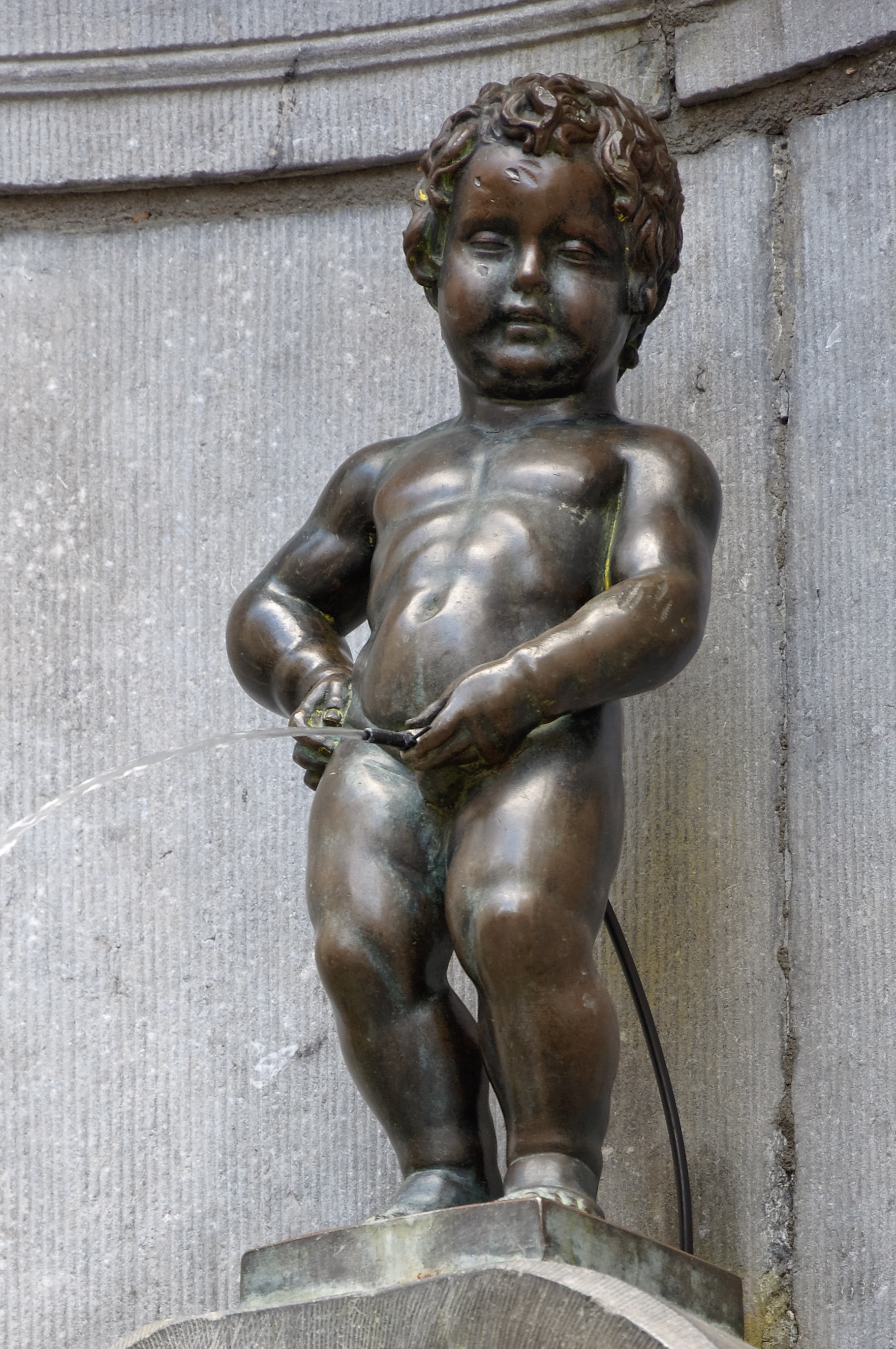
Manneken Pis, Bruxelles.

Hieronymus ou Jérôme Duquesnoy l'Ancien, né vers 1570 et mort vers 1641, est un sculpteur brabançon. 
À la suite de l'iconoclasme de 1566, il fait essentiellement du mobilier d'église dont la tourelle du saint Sacrement de l'église Saint-Martin à Alost.
Son œuvre la plus connue est le Manneken-pis, la statue en bronze d'un petit garçon urinant, qui se trouve dans le centre de Bruxelles. 
Il sculpte aussi une Marie Madeleine pour le parc du palais du Coudenberg. Elle sera remplacée plus tard par une copie. L'original fait partie des collections du Musée Communal de la Maison du Roi (Maison de la Corporation des Boulangers), sur la Grand-Place de Bruxelles. 
Marié vers 1595, il est le père de Jérôme Duquesnoy le Jeune et de François Duquesnoy, et est le sculpteur de cour d'Albert d'Autriche.